# Mario Decleva
Mario Decleva (* 14. Februar 1930 in Lussingrande, Königreich Jugoslawien (heute: Veli Lošinj in Kroatien); † 9. August 1979 in Wien) war ein österreichischer akademischer Maler, Grafiker und Pädagoge.

## Leben und Wirken
Mario Decleva wurde am 14. Februar 1930 im heutigen Veli Lošinj auf der istrischen Insel Lošinj geboren. Er kam im Jahre 1945 – anderen Quellen zufolge auch erst 1947 – kriegsbedingt nach Österreich, wo er sich in Graz niederließ und hier die Kunstgewerbeschule absolvierte (bis 1949). Außerdem besuchte Decleva, der bis 1965 in Graz lebte, die Graphische Lehr- und Versuchsanstalt in Wien, wo er auch von 1949 bis 1951 die Akademie der bildenden Künste besuchte. 
In den Jahren 1952 bis 1958 war er Mitglied der Sezession Graz und ab 1960 Mitglied des Forum Stadtpark. Im Jahre 1969 wurde der seit 1965 in Wien lebende Decleva Mitglied der Wiener Secession. Von Wilfried Skreiner wurde Decleva als „einer der wenigen wirklich informellen Künstler, nicht nur in der Steiermark“ bezeichnet. Es wird auch berichtet, dass sein starker Intellekt es ihm ermöglichte, in einer relativ kurzen Zeit und in Auseinandersetzung mit dem Schaffen von Paul Klee eine eigene formale Sprache zu erarbeiten.
Nachdem er im Jahre 1952 seine ersten druckgrafischen Blätter hergestellt hatte, entwickelte er seine Arbeiten immer weiter. Bei seinen Werken lösten sich figurale und vegetabile Strukturen zumeist aus dem Formgefüge, wobei die Farbe subtil und teilweise in changierenden Flächen gesetzt ist. Der von ihm entwickelte Malstil orientiert sich zumeist an starken Farben und tendiert zum Abstrakten. Des Öfteren schuf er Bilder in Öl und Caparol, die im Hinblick auf Farbgebung und Komposition tektonisch gefestigte Formen zeigen, die eine reich abgestufte Farbigkeit aufweisen. 
Im Jahre 1965 wurde Decleva Assistent von Carl Unger (1915–1995) an der Akademie für angewandte Kunst Wien, die 1970 zur Hochschule aufgewertet und 1971 in Hochschule für angewandte Kunst umbenannt wurde. Zeitlebens erhielt Decleva verschiedene Auszeichnungen und wurde mehrfach geehrt. Unter anderem erhielt er im Jahre 1952 die Silbermedaille der Stadt Graz, wurde in den Jahren 1956, 1957 und 1964 mit dem Preis der Stadt Innsbruck für Grafik ausgezeichnet und erhielt 1961 den Humanic-Preis, 1963 den Joanneum-Kunstpreis, sowie im selben Jahr den Forum-Preis. 1975 erhielt er zudem den Förderungspreis der Stadt Wien für Bildende Kunst.
Vor allem in den 1950er und 1960er Jahren, wobei letztgenanntes Jahrzehnt als seine produktivste und wichtigste Zeit gilt, arbeitete er eng mit dem Architekten Ferdinand Schuster (1920–1972) zusammen. So war Decleva für die Glasarbeiten an folgenden von Schuster geplanten Bauwerken verantwortlich: Pfarrkirche Kapfenberg-Schirmitzbühel (1957), Friedhofskapelle Turnau (1958), Schulkapelle Hafendorf (1960) und Pfarrkirche Kapfenberg-Hl. Familie in Kapfenberg-Walfersam.
Am 9. August 1979 starb Decleva im Alter von 49 Jahren im Lainzer Krankenhaus im 13. Wiener Gemeindebezirk Hietzing.
Auch Jahrzehnte nach seinem Tod fanden vor allem in Österreich zahlreiche Ausstellungen mit seinen Werken statt. So unter anderem die Ausstellung Mario Decleva in der Galerie Hofstätter in Wien, die Ausstellung Mario Decleva in der Galerie Leonhard in Graz oder die Ausstellung Mario Decleva 1930–1979 im Kunsthaus Mürzzuschlag.

## Werke (Auswahl)
- 1957: Glasfenster (Antikglas) in der Kirche am Schirmitzbühel in Kapfenberg
- 1958: Glasfenster in der Friedhofskapelle in Turnau
- 1960: Glasfenster (Bleikristall) in der Schulkapelle Hafendorf bei Kapfenberg
- 1961: Glasfenster in der evangelischen Christuskirche in Kapfenberg
- 1962: Glasfenster in der Pfarrkirche Kapfenberg-Hl. Familie in Kapfenberg-Walfersam
- 1962: Wandteppich im Foyer des Stadtsaals Leoben
- 1963: Mosaike und Holzintarsien im Redoutensaal im Schauspielhaus Graz
- 1964: Glasfenster im Stiegenaufgang des Styria Druck- und Verlagshauses in Graz
- 1973: 3 Wandteppiche für das 1., 2. und 3. Obergeschoß des Neuen Rathauses Leoben[2]
- 1979: Glasfenster im Meditationsraum der UNO-City Wien

## Ausstellungen

### Einzelausstellungen ab 1960 (Auswahl)
- Galerie im Griechenbeisl
- Galleria Numero in Rom
- 1964: Forum Stadtpark in Graz
- 1967/1968: Tournée einer Ausstellung durch nordamerikanische Colleges

### Ausstellungsbeteiligungen ab 1950 (Auswahl)
- 1960: Graz (Humanic-Preis)
- 1963: Joanneum Graz (Kunstpreis)
- 1964: Graphik-Wettbewerb Innsbruck
- 1965: Graphik-Biennale Ljubljana
- 1967: Graphik-Biennale Ljubljana
- 1968: Krakau
- 1968: Tokio
- 1968: Städtische Galerie Bochum
- Montclair
- Salzburg
- New York City
- Görz
- Paris
- usw.

## Werke in Sammlungen (Auswahl)
- Bundesministerium für Unterricht und Kunst Wien (Kristallisation)
- Albertina Wien
- Joanneum Graz
- Sammlung des Kulturamtes der Stadt Graz
- Kupferstichkabinett der Akademie der bildenden Künste Wien

## Auszeichnungen (Auswahl)
- 1952: Silbermedaille der Stadt Graz
- 1956: Preis der Stadt Innsbruck für Grafik
- 1957: Preis der Stadt Innsbruck für Grafik
- 1961: Humanic-Preis
- 1963: Joanneum-Kunstpreis
- 1963: Forum-Preis
- 1964: Preis der Stadt Innsbruck für Grafik
- 1975: Förderungspreis der Stadt Wien für Bildende Kunst